# Bettina Stark-Watzinger
Bettina Stark-Watzinger, née le 12 mai 1968 à Francfort-sur-le-Main, est une femme politique allemande, membre du Parti libéral-démocrate (FDP). 
Elle est ministre fédérale de l'Éducation et de la Recherche dans le cabinet Scholz entre décembre 2021 et novembre 2024.